# Franc algérien
Pour les articles homonymes, voir Franc.
Le franc algérien, officiellement appelé franc de la région économique d'Algérie, est une monnaie utilisée en Algérie française de 1848 à 1962, puis en Algérie indépendante de 1962 à 1964. Un franc se subdivisait en 100 centimes.

## Histoire
La fin de la conquête de l'Algérie en décembre 1847 entraîne l'annexion de celle-ci à la France par la création des trois départements français d'Algérie en 1848. La même année est introduit un nouveau système monétaire français remplaçant la monnaie ottomane en vigueur, le « boudjou ». 
Le « franc » est retiré de la circulation et remplacé par le « nouveau franc » en 1960. 100 anciens « francs » valent alors 1 « nouveau franc ». Cette monnaie est finalement abolie et remplacée à parité par le dinar algérien émis par la Banque centrale d'Algérie en 1964. Ce changement de système monétaire survient en conséquence de la fin de l'autorité française en Algérie à la suite de son indépendance le 5 juillet 1962 en tant que République algérienne démocratique et populaire. 
La parité du franc algérien a été identique à celle du franc français. Des billets et des pièces spécifiques ont été édités pour ce pays. La plupart des billets émis par la Banque de l'Algérie pour l'Algérie ont été mis en circulation dans une version légèrement modifiée (ajout de la mention « TUNISIE ») dans le protectorat français en Tunisie.

### Boudjou (1830-1848)
Le boudjou, ou « piastre d'Alger », est la monnaie turque utilisée dans la régence d'Alger, État algérien nominalement vassal de l'Empire ottoman mais indépendant dans les faits, dont le territoire est officiellement annexé à la France en 1848.

### Franc algérien (1848-1960)

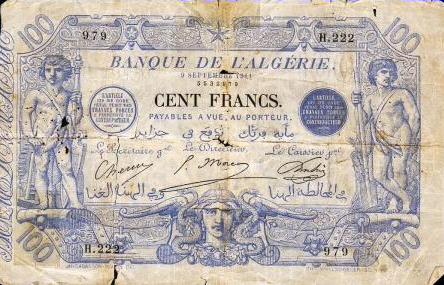
Billet de 100 francs (recto) Banque de l'Algérie, type bleu 1911.

Avec la création des départements français d'Algérie en 1848 est introduite une nouvelle monnaie, le franc algérien, qui supplante le budju, monnaie ottomane de la régence d'Alger.

### Banque de l'Algérie (1861-1964)
La Banque de l'Algérie émet les premiers billets en 1861.

### Monnaies de nécessité (1915-1923, 1944)

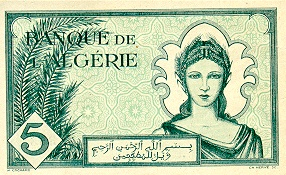
Billet de 5 francs (1942)

Lors de la grave crise interne générée par la Première Guerre mondiale, les chambres de commerce d'Alger, Bône, Constantine et Oran émettent de la monnaie de nécessité, billets et pièces, à la place de la Banque de l'Algérie. À nouveau en 1944, durant la Seconde Guerre mondiale, des contre-valeurs sont mises en circulation en Algérie ; cette fois l'émetteur est la région économique d'Algérie.

### Nouveau franc (1960-1964)

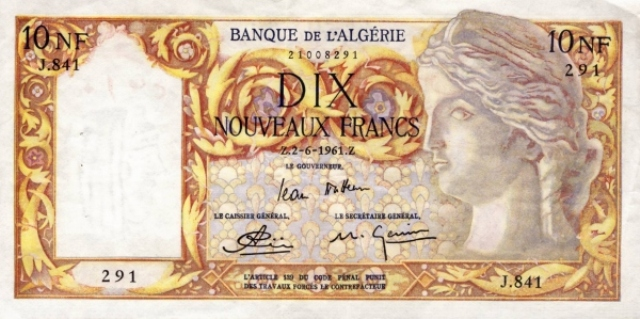
Bille de 10 NF (1962)

Une réforme monétaire dite Plan Pinay-Rueff introduit le nouveau franc en métropole et en Algérie. Cette monnaie survit à l'Algérie française jusqu'au 31 mars 1964, veille de l'adoption du dinar algérien. Le terme « franc » est resté dans le langage courant pour les centimes.

## Banque de l'Algérie (1861-1964)
La Banque de l'Algérie est le principal émetteur de billets des départements français d'Algérie et des deux protectorats frontalières du Maroc et de la Tunisie. De 1949 à 1958 elle prend le nom de Banque de l'Algérie et de la Tunisie.

### Types de pièces

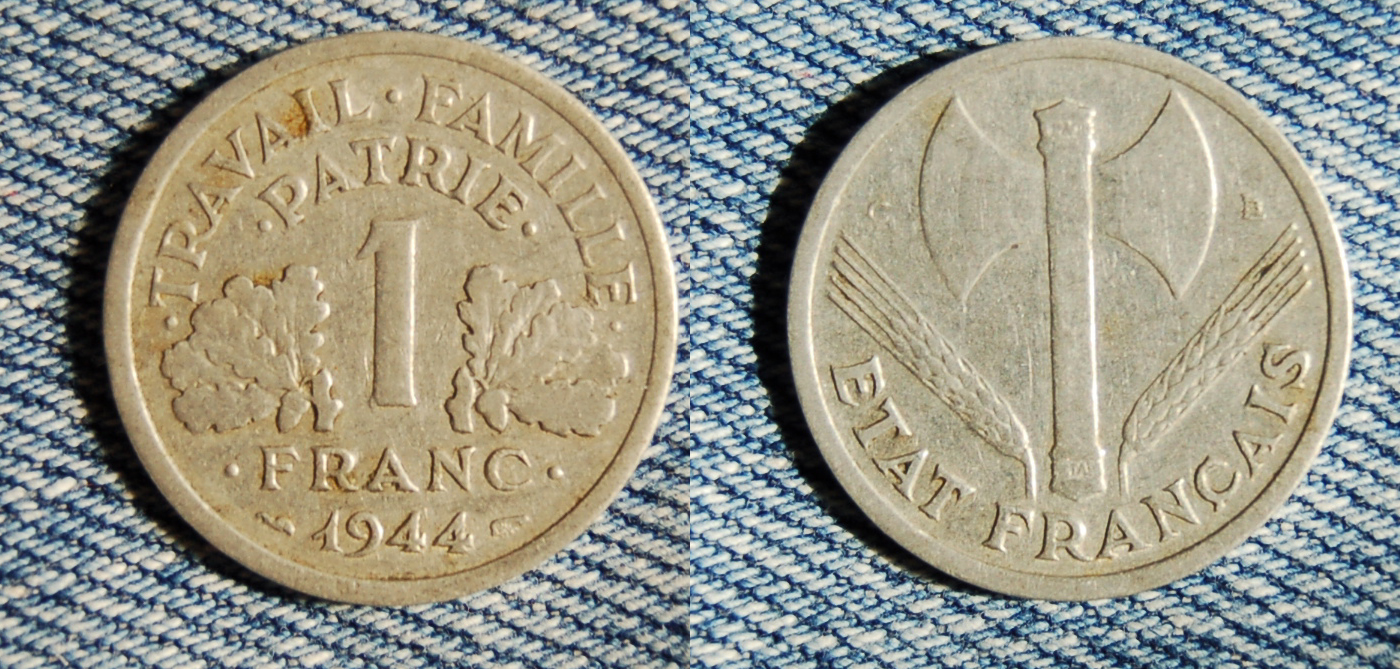
1 pièce de 1 franc type 1944 État français.

Le caducée d'Hermès, symbole du commerce, est représenté sur le recto des pièces émises par la chambre de commerce d'Alger.

Excepté les pièces de 20, 50 et 100 francs de 1949 et 1950, les pièces mises en circulation en Algérie étaient les mêmes que les francs français de métropole, y compris celles de l'État français (avec la francisque au verso).
| Dénomination | Émission   | Métal | Diamètre (mm) | Poids (g) | Lithographie | Recto                                                | Verso                                               | Image      |
| ------------ | ---------- | ----- | ------------- | --------- | ------------ | ---------------------------------------------------- | --------------------------------------------------- | ---------- |
| 20 francs    | 1949, 1956 | Cu+Ni | 22,30         | 5,40      | P.TURIN      | Marianne avec diadème d'olivier REPUBLIQUE FRANÇAISE | 20 FRANCS Épis de blé ALGERIE année de fabrication  | voir image |
| 50 francs    | 1949       | Cu+Ni | 27,20         | 8,20      | P.TURIN      | Marianne avec diadème d'olivier REPUBLIQUE FRANÇAISE | 50 FRANCS Épis de blé ALGERIE année de fabrication  | voir image |
| 100 francs   | 1950~1952  | Cu+Ni | 30,00         | 11,70     | P.TURIN      | Marianne avec diadème d'olivier REPUBLIQUE FRANÇAISE | 100 FRANCS Épis de blé ALGERIE année de fabrication | voir image |

## Région économique d'Algérie (1944-1949)

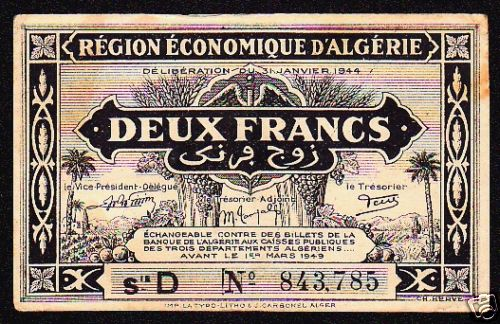
Billet de nécessité de type AMGOT émis en 1944 d'une valeur de 2 francs.

### Types de billets
- 500 anciens francs type 1924

## Types de billets
- Billet de 50 centimes type 1944
- Billet de 1 franc type 1944
- Billet de 2 francs type 1944

## Chambre de commerce d'Alger
La chambre de commerce d'Alger a émis de la monnaie de nécessité durant la Première Guerre mondiale.

### Types de pièces
| Dénomination        | Émission  | Métal  | Diamètre (mm.) | Poids (gr.) | Lithographie | Recto                                   | Verso                                                                       | Image |
| ------------------- | --------- | ------ | -------------- | ----------- | ------------ | --------------------------------------- | --------------------------------------------------------------------------- | ----- |
| 5 centimes          | 1916~1921 |        |                |             |              | 5 C. Rameau de ? avec rameau d'olivier  | CHAMBRE DE COMMERCE D'ALGER caducée avec deux palmiers année de fabrication |       |
| 10 centimes         | 1916~1921 |        |                |             |              | 10 C. Rameau de ? avec rameau d'olivier | CHAMBRE DE COMMERCE D'ALGER caducée avec deux palmiers année de fabrication |       |
| 10 centimes (essai) | 1919      | laiton |                |             |              | 10 C. Rameau de ? avec rameau d'olivier | CHAMBRE DE COMMERCE D'ALGER caducée avec deux palmiers année de fabrication |       |

## Chambre de commerce d'Oran

Les armoiries de la ville d'Oran figure sur les pièces émises par la chambre de commerce d'Oran.

La chambre de commerce d'Alger a émis de la monnaie de nécessité durant les années 1920.

### Types de pièces
| Dénomination | Émission | Métal | Diamètre (mm.) | Poids (gr.) | Lithographie | Recto             | Verso                                                                                 | Image |
| ------------ | -------- | ----- | -------------- | ----------- | ------------ | ----------------- | ------------------------------------------------------------------------------------- | ----- |
| 5 centimes   | 1921     |       |                |             |              | 5 C. Épis de blé  | CHAMBRE DE COMMERCE . ORAN . Armoiries de la ville d'Oran année de fabrication        |       |
| 25 centimes  | 1922     |       |                |             |              | 25 C. Épis de blé | CHAMBRE DE COMMERCE . ORAN . Chaîne armoiries de la ville d'Oran année de fabrication |       |

## Chambre de commerce de Constantine
La chambre de commerce de Constantine a émis de la monnaie de nécessité durant les années 1920.

### Types de billets
La délibération du 1er mai 1915 porte sur la création de bons échangeables contre des billets de la Banque de l'Algérie. La délibération du 13 juillet 1920 porte sur la création de billets de nécessité échangeables contre des billets de la Banque de l'Algérie jusqu'au 31 décembre 1923.
- Billet de 1 franc type 1920
- Billet bon pour 1 franc type 1915

## Chambre de commerce de Bône
La chambre de commerce de Bône a émis de la monnaie de nécessité durant la Première Guerre mondiale.

### Types de billets
Les délibérations du 18 mai 1915 et 5 janvier 1921 porte sur la création de billets de nécessité.
- 50 centimes, type 1915, imprimerie Moullot de Marseille, 88 × 53 mm
- 1 franc, type 1921, imprimerie Moullot de Marseille, 98 × 60 mm

### Types de pièces
- 10 centimes, non daté, aluminium, 30 mm
- 10 centimes, type 1915, aluminium, 30 mm
- 50 centimes, non daté, laiton, 19 mm
- 1 franc, type 1915, non daté, 23 mm

## Banque de l'Algérie et de la Tunisie

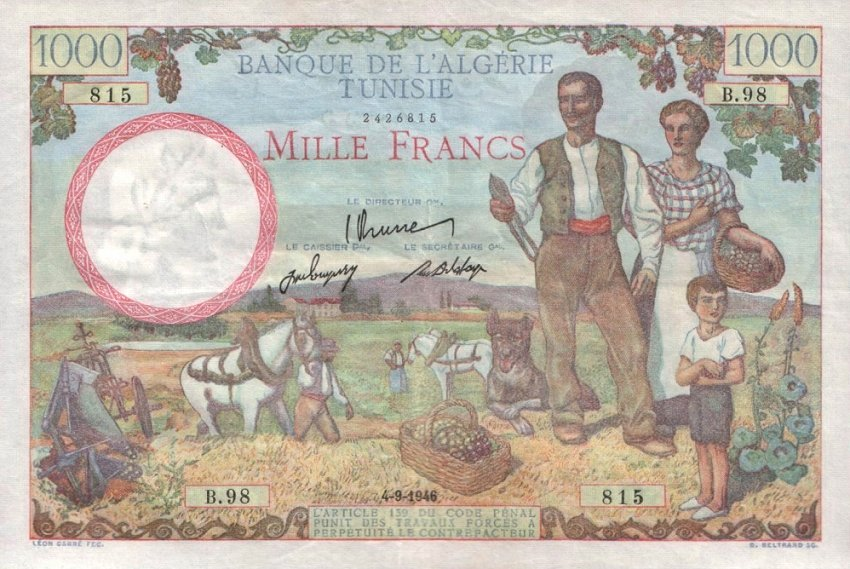
Billet de 1000 francs (1941)